# Llista de topònims de Vallfogona de Balaguer
Llista de topònims (noms propis de lloc) del municipi de Vallfogona de Balaguer, a la Noguera
Informació actualitzada per un bot. Els canvis manuals es perdran quan s'actualitzi!

## cabana
| imatge | Nom                             | Ubicat a               | instància de | Detalls | coordenades                                                          | Protecció | Commons (més fotos) | Dades a WD                    |
| ------ | ------------------------------- | ---------------------- | ------------ | ------- | -------------------------------------------------------------------- | --------- | ------------------- | ----------------------------- |
|        | Coberts del Pubill de l'Isidret | Vallfogona de Balaguer | cabana       |         | 41° 44′ 01″ N, 0° 50′ 00″ E / 41.7335965982811°N,0.833304866583734°E |           |                     | Modifica les dades a Wikidata |
|        | Era Tarsa                       | Vallfogona de Balaguer | cabana       |         | 41° 46′ 45″ N, 0° 50′ 47″ E / 41.7792009943927°N,0.846521278964°E    |           |                     | Modifica les dades a Wikidata |
|        | Torre del Curto                 | Vallfogona de Balaguer | cabana       |         | 41° 47′ 14″ N, 0° 51′ 17″ E / 41.7871515537746°N,0.854594493348482°E |           |                     | Modifica les dades a Wikidata |
|        | Torre del Jou                   | Vallfogona de Balaguer | cabana       |         | 41° 46′ 23″ N, 0° 50′ 25″ E / 41.773020050209°N,0.840147124191035°E  |           |                     | Modifica les dades a Wikidata |
|        | cabana del Venturós             | Vallfogona de Balaguer | cabana       |         | 41° 43′ 27″ N, 0° 50′ 45″ E / 41.7240683562503°N,0.845779328424682°E |           |                     | Modifica les dades a Wikidata |
|        | cobert de Magdalena Piquer      | Vallfogona de Balaguer | cabana       |         | 41° 45′ 23″ N, 0° 48′ 52″ E / 41.756504158527°N,0.814528320846778°E  |           |                     | Modifica les dades a Wikidata |
|        | cobert de la Generosa           | Vallfogona de Balaguer | cabana       |         | 41° 44′ 29″ N, 0° 49′ 15″ E / 41.741402681763°N,0.820800740948091°E  |           |                     | Modifica les dades a Wikidata |
|        | cobert del Marxant              | Vallfogona de Balaguer | cabana       |         | 41° 44′ 26″ N, 0° 49′ 15″ E / 41.7405854560013°N,0.820924583968731°E |           |                     | Modifica les dades a Wikidata |
|        | cobert del Piquer               | Vallfogona de Balaguer | cabana       |         | 41° 43′ 27″ N, 0° 50′ 14″ E / 41.7240682546488°N,0.837147582161856°E |           |                     | Modifica les dades a Wikidata |
|        | cobert del Planes               | Vallfogona de Balaguer | cabana       |         | 41° 45′ 24″ N, 0° 49′ 38″ E / 41.756601004339°N,0.827226597118401°E  |           |                     | Modifica les dades a Wikidata |
|        | cobert del Serret               | Vallfogona de Balaguer | cabana       |         | 41° 45′ 13″ N, 0° 50′ 14″ E / 41.7535857851665°N,0.837347195343193°E |           |                     | Modifica les dades a Wikidata |

## casa
| imatge | Nom         | Ubicat a               | instància de | Detalls                                  | coordenades                                                                                   | Protecció                                  | Commons (més fotos) | Dades a WD                    |
| ------ | ----------- | ---------------------- | ------------ | ---------------------------------------- | --------------------------------------------------------------------------------------------- | ------------------------------------------ | ------------------- | ----------------------------- |
|        | Cal Coronel | Vallfogona de Balaguer | casa         | Estil: arquitectura popular 18th century | 41° 45′ 08″ N, 0° 48′ 55″ E / 41.752127°N,0.815182°E ca:Carrer Major, 32, Vallfogona 234 msnm | bé integrant del patrimoni cultural català | Cal Coronel         | Modifica les dades a Wikidata |
|        | Cal Foriola | Vallfogona de Balaguer | casa         | Estil: arquitectura popular 18th century | 41° 45′ 08″ N, 0° 48′ 53″ E / 41.752358°N,0.814793°E ca:Carrar Major, 15, Vallfogona 234 msnm | bé integrant del patrimoni cultural català | Cal Foriola         | Modifica les dades a Wikidata |

## edifici
| imatge | Nom                      | Ubicat a               | instància de | Detalls            | coordenades                                          | Protecció                                  | Commons (més fotos) | Dades a WD                    |
| ------ | ------------------------ | ---------------------- | ------------ | ------------------ | ---------------------------------------------------- | ------------------------------------------ | ------------------- | ----------------------------- |
|        | Col·legi Salvador Espriu | Vallfogona de Balaguer | edifici      | Estil: noucentisme | 41° 45′ 10″ N, 0° 48′ 48″ E / 41.752639°N,0.813241°E | bé integrant del patrimoni cultural català |                     | Modifica les dades a Wikidata |
|        | Estació de Carrilet      | Vallfogona de Balaguer | edifici      | Estil: noucentisme | 41° 45′ 24″ N, 0° 48′ 21″ E / 41.756692°N,0.805878°E | bé integrant del patrimoni cultural català |                     | Modifica les dades a Wikidata |

## entitat singular de població
| imatge | Nom                      | Ubicat a               | instància de                                   | Detalls  | coordenades                                                                 | Protecció | Commons (més fotos)                | Dades a WD                    |
| ------ | ------------------------ | ---------------------- | ---------------------------------------------- | -------- | --------------------------------------------------------------------------- | --------- | ---------------------------------- | ----------------------------- |
|        | Vallfogona de Balaguer   | Vallfogona de Balaguer | entitat singular de població capital municipal | 1188 hab | 41° 45′ 08″ N, 0° 48′ 50″ E / 41.752222222222°N,0.81388888888889°E 231 msnm |           |                                    | Modifica les dades a Wikidata |
|        | l'Hostal Nou i la Codosa | Vallfogona de Balaguer | entitat singular de població                   | 457 hab  | 41° 47′ 32″ N, 0° 49′ 23″ E / 41.792234°N,0.823141°E 238 msnm               |           | L'Hostal Nou i la Codosa           | Modifica les dades a Wikidata |
|        | la Ràpita                | Vallfogona de Balaguer | entitat singular de població                   | 371 hab  | 41° 46′ 58″ N, 0° 50′ 34″ E / 41.78277778°N,0.84277778°E 250 msnm           |           | La Ràpita (Vallfogona de Balaguer) | Modifica les dades a Wikidata |

## església
| imatge | Nom                                | Ubicat a               | instància de | Detalls                                                           | coordenades                                                                          | Protecció                                  | Commons (més fotos)                                      | Dades a WD                    |
| ------ | ---------------------------------- | ---------------------- | ------------ | ----------------------------------------------------------------- | ------------------------------------------------------------------------------------ | ------------------------------------------ | -------------------------------------------------------- | ----------------------------- |
|        | ermita de Santa Margarida          | la Ràpita              | església     |                                                                   | 41° 47′ 13″ N, 0° 50′ 04″ E / 41.787011°N,0.834356°E                                 |                                            |                                                          | Modifica les dades a Wikidata |
|        | església de la Sagrada Família     | la Ràpita              | església     | 1951                                                              | 41° 46′ 59″ N, 0° 50′ 41″ E / 41.783131°N,0.844648°E ca:Pl. Santa Margarida 256 msnm | bé integrant del patrimoni cultural català | Església de la Sagrada Família de Vallfogona de Balaguer | Modifica les dades a Wikidata |
|        | església parroquial de Sant Miquel | Vallfogona de Balaguer | església     | Estil: arquitectura neoclàssica arquitectura popular 18th century | 41° 45′ 09″ N, 0° 48′ 55″ E / 41.7524°N,0.81522°E ca:C. Major, 19                    | bé integrant del patrimoni cultural català | Sant Miquel de Vallfogona de Balaguer                    | Modifica les dades a Wikidata |

## granja
| imatge | Nom                        | Ubicat a               | instància de | Detalls | coordenades                                                          | Protecció | Commons (més fotos) | Dades a WD                    |
| ------ | -------------------------- | ---------------------- | ------------ | ------- | -------------------------------------------------------------------- | --------- | ------------------- | ----------------------------- |
|        | Granges de Saus            | Vallfogona de Balaguer | granja       |         | 41° 46′ 53″ N, 0° 51′ 14″ E / 41.7814473952532°N,0.853942439647702°E |           |                     | Modifica les dades a Wikidata |
|        | Granges del Llorenç        | Vallfogona de Balaguer | granja       |         | 41° 47′ 08″ N, 0° 50′ 27″ E / 41.7856239259162°N,0.840843076227489°E |           |                     | Modifica les dades a Wikidata |
|        | Granges del Marino         | Vallfogona de Balaguer | granja       |         | 41° 46′ 47″ N, 0° 50′ 36″ E / 41.7798254664075°N,0.843323833007867°E |           |                     | Modifica les dades a Wikidata |
|        | Granges del Santanderí     | Vallfogona de Balaguer | granja       |         | 41° 46′ 32″ N, 0° 50′ 48″ E / 41.7756711636329°N,0.846555194461117°E |           |                     | Modifica les dades a Wikidata |
|        | Granges del Sàrries        | Vallfogona de Balaguer | granja       |         | 41° 46′ 45″ N, 0° 50′ 36″ E / 41.7791139656425°N,0.843323618726948°E |           |                     | Modifica les dades a Wikidata |
|        | Granja del Baró            | Vallfogona de Balaguer | granja       |         | 41° 45′ 11″ N, 0° 49′ 25″ E / 41.7529814972739°N,0.823475925844695°E |           |                     | Modifica les dades a Wikidata |
|        | Granja del Burguès         | Vallfogona de Balaguer | granja       |         | 41° 46′ 01″ N, 0° 49′ 41″ E / 41.7668229655873°N,0.828168774822186°E |           |                     | Modifica les dades a Wikidata |
|        | Granja del Ginés           | Vallfogona de Balaguer | granja       |         | 41° 43′ 31″ N, 0° 50′ 08″ E / 41.7252102776779°N,0.835618518455157°E |           |                     | Modifica les dades a Wikidata |
|        | Granja del Gázquez         | Vallfogona de Balaguer | granja       |         | 41° 43′ 31″ N, 0° 50′ 28″ E / 41.7252605113908°N,0.841159045339269°E |           |                     | Modifica les dades a Wikidata |
|        | Granja del Llorenç         | Vallfogona de Balaguer | granja       |         | 41° 45′ 09″ N, 0° 49′ 39″ E / 41.7524819286993°N,0.827533959378391°E |           |                     | Modifica les dades a Wikidata |
|        | Granja del Pastor          | Vallfogona de Balaguer | granja       |         | 41° 45′ 57″ N, 0° 50′ 30″ E / 41.7657879269468°N,0.841580754287339°E |           |                     | Modifica les dades a Wikidata |
|        | Granja del Rubió           | Vallfogona de Balaguer | granja       |         | 41° 45′ 45″ N, 0° 48′ 51″ E / 41.7623623273755°N,0.814269310039819°E |           |                     | Modifica les dades a Wikidata |
|        | Granja del Serret          | Vallfogona de Balaguer | granja       |         | 41° 46′ 00″ N, 0° 50′ 17″ E / 41.7667684546168°N,0.838167468286889°E |           |                     | Modifica les dades a Wikidata |
|        | Granja del Solans          | Vallfogona de Balaguer | granja       |         | 41° 45′ 25″ N, 0° 48′ 48″ E / 41.7568304652999°N,0.813218217895845°E |           |                     | Modifica les dades a Wikidata |
|        | Granja del Sòria           | Vallfogona de Balaguer | granja       |         | 41° 45′ 55″ N, 0° 50′ 28″ E / 41.7652557211133°N,0.841057266521712°E |           |                     | Modifica les dades a Wikidata |
|        | Granja del Valeri Berguedà | Vallfogona de Balaguer | granja       |         | 41° 45′ 20″ N, 0° 48′ 53″ E / 41.7555269938483°N,0.81476595901462°E  |           |                     | Modifica les dades a Wikidata |

## masia
| imatge | Nom                 | Ubicat a               | instància de | Detalls | coordenades                                                                   | Protecció | Commons (més fotos) | Dades a WD                    |
| ------ | ------------------- | ---------------------- | ------------ | ------- | ----------------------------------------------------------------------------- | --------- | ------------------- | ----------------------------- |
|        | Ca l'Alegret        | Vallfogona de Balaguer | masia        |         | 41° 43′ 35″ N, 0° 51′ 05″ E / 41.726387°N,0.851309°E 245 msnm                 |           |                     | Modifica les dades a Wikidata |
|        | Cal Balasc          | Vallfogona de Balaguer | masia        |         | 41° 44′ 32″ N, 0° 48′ 40″ E / 41.7422697123041°N,0.810982808163654°E          |           |                     | Modifica les dades a Wikidata |
|        | Cal Renyer          | Vallfogona de Balaguer | masia        |         | 41° 45′ 16″ N, 0° 48′ 28″ E / 41.7543865356925°N,0.807852724309039°E          |           |                     | Modifica les dades a Wikidata |
|        | Cal Santdiumenge    | Vallfogona de Balaguer | masia        |         | 41° 45′ 38″ N, 0° 50′ 27″ E / 41.76053611°N,0.84084167°E 236 msnm             |           |                     | Modifica les dades a Wikidata |
|        | Cal Soldat          | Vallfogona de Balaguer | masia        |         | 41° 44′ 31″ N, 0° 51′ 10″ E / 41.7420698062882°N,0.852873683088372°E          |           |                     | Modifica les dades a Wikidata |
|        | Mas Ribera          | Vallfogona de Balaguer | masia        |         | 41° 44′ 21″ N, 0° 50′ 14″ E / 41.7392371323311°N,0.837263733231381°E          |           |                     | Modifica les dades a Wikidata |
|        | Mas Solsona         | Vallfogona de Balaguer | masia        |         | 41° 44′ 26″ N, 0° 50′ 06″ E / 41.74064722°N,0.83497389°E 226 msnm             |           |                     | Modifica les dades a Wikidata |
|        | Torre Batalló       | Vallfogona de Balaguer | masia        |         | 41° 43′ 35″ N, 0° 49′ 53″ E / 41.7263372720917°N,0.831384875806342°E          |           |                     | Modifica les dades a Wikidata |
|        | Torre Benet         | Vallfogona de Balaguer | masia        |         | 41° 46′ 30″ N, 0° 50′ 38″ E / 41.775126718897°N,0.84393851983559°E            |           |                     | Modifica les dades a Wikidata |
|        | Torre Canela        | Vallfogona de Balaguer | masia        |         | 41° 46′ 45″ N, 0° 49′ 25″ E / 41.7790508897111°N,0.823749330784275°E          |           |                     | Modifica les dades a Wikidata |
|        | Torre Cava          | Vallfogona de Balaguer | masia        |         | 41° 47′ 12″ N, 0° 50′ 17″ E / 41.7866893153938°N,0.838111777155631°E          |           |                     | Modifica les dades a Wikidata |
|        | Torre Galan         | Vallfogona de Balaguer | masia        |         | 41° 47′ 12″ N, 0° 51′ 06″ E / 41.7866277583692°N,0.851627620421592°E          |           |                     | Modifica les dades a Wikidata |
|        | Torre Ginés         | Vallfogona de Balaguer | masia        |         | 41° 43′ 23″ N, 0° 50′ 06″ E / 41.723103947464°N,0.83486519799315°E            |           |                     | Modifica les dades a Wikidata |
|        | Torre Jordana       | Vallfogona de Balaguer | masia        |         | 41° 46′ 08″ N, 0° 50′ 21″ E / 41.7689199279038°N,0.839069659900799°E          |           |                     | Modifica les dades a Wikidata |
|        | Torre Majors        | Vallfogona de Balaguer | masia        |         | 41° 43′ 52″ N, 0° 49′ 35″ E / 41.7311400301306°N,0.826269696365746°E          |           |                     | Modifica les dades a Wikidata |
|        | Torre Matanyes      | Vallfogona de Balaguer | masia        |         | 41° 44′ 44″ N, 0° 50′ 58″ E / 41.7454653737037°N,0.849513499718875°E          |           |                     | Modifica les dades a Wikidata |
|        | Torre Montseny      | Vallfogona de Balaguer | masia        |         | 41° 47′ 00″ N, 0° 51′ 08″ E / 41.7834041688886°N,0.852144404018102°E          |           |                     | Modifica les dades a Wikidata |
|        | Torre Oms Gavà      | Vallfogona de Balaguer | masia        |         | 41° 44′ 23″ N, 0° 51′ 08″ E / 41.739643443321°N,0.85234655505876°E            |           |                     | Modifica les dades a Wikidata |
|        | Torre Rocaspana     | Vallfogona de Balaguer | masia        |         | 41° 47′ 25″ N, 0° 49′ 45″ E / 41.7904024714351°N,0.829177830967612°E          |           |                     | Modifica les dades a Wikidata |
|        | Torre Sanui         | Vallfogona de Balaguer | masia        |         | 41° 44′ 09″ N, 0° 50′ 15″ E / 41.7359087012907°N,0.837471644953727°E          |           |                     | Modifica les dades a Wikidata |
|        | Torre de Pasqual    | Vallfogona de Balaguer | masia        |         | 41° 45′ 01″ N, 0° 48′ 36″ E / 41.7503361016529°N,0.809866781434715°E          |           |                     | Modifica les dades a Wikidata |
|        | Torre de Tantull    | Vallfogona de Balaguer | masia        |         | 41° 44′ 18″ N, 0° 49′ 58″ E / 41.7383963592139°N,0.832794752999768°E          |           |                     | Modifica les dades a Wikidata |
|        | Torre de l'Oliva    | Vallfogona de Balaguer | masia        |         | 41° 43′ 46″ N, 0° 50′ 26″ E / 41.729517449607°N,0.84066117206633°E            |           |                     | Modifica les dades a Wikidata |
|        | Torre de la Carbona | Vallfogona de Balaguer | masia        |         | 41° 44′ 10″ N, 0° 50′ 51″ E / 41.7360776086006°N,0.84742199666066°E           |           |                     | Modifica les dades a Wikidata |
|        | Torre del Comú      | Vallfogona de Balaguer | masia        |         | 41° 44′ 30″ N, 0° 48′ 50″ E / 41.741618041087°N,0.81380043931127°E            |           |                     | Modifica les dades a Wikidata |
|        | Torre del Fuster    | Vallfogona de Balaguer | masia        |         | 41° 44′ 21″ N, 0° 49′ 51″ E / 41.7390551520141°N,0.830956859737711°E 226 msnm |           |                     | Modifica les dades a Wikidata |
|        | Torre del Guarda    | Vallfogona de Balaguer | masia        |         | 41° 44′ 23″ N, 0° 51′ 03″ E / 41.739601622644°N,0.850923740009458°E           |           |                     | Modifica les dades a Wikidata |
|        | Torre del Pericon   | Vallfogona de Balaguer | masia        |         | 41° 44′ 59″ N, 0° 48′ 17″ E / 41.7497174692667°N,0.804824579690848°E          |           |                     | Modifica les dades a Wikidata |
|        | la Carboneta        | Vallfogona de Balaguer | masia        |         | 41° 44′ 23″ N, 0° 51′ 21″ E / 41.739710802301°N,0.85595173569122°E            |           |                     | Modifica les dades a Wikidata |

## Misc
| imatge | Nom                                         | Ubicat a                                                                               | instància de                 | Detalls                                      | coordenades | Protecció                                            | Commons (més fotos)                           | Dades a WD                    |
| ------ | ------------------------------------------- | -------------------------------------------------------------------------------------- | ---------------------------- | -------------------------------------------- | --- | ---------------------------------------------------- | --------------------------------------------- | ----------------------------- |
|        | Castell de la Ràpita                        | la Ràpita                                                                              | castell                      |                                              | 41° 47′ 15″ N, 0° 50′ 01″ E / 41.787431°N,0.833569°E ca:Al nord-est de la cruïlla de la C-13 amb la C-148a 274 msnm                   | bé d'interès cultural bé cultural d'interès nacional | Castell de la Ràpita (Vallfogona de Balaguer) | Modifica les dades a Wikidata |
|        | Estació de Vallfogona de Balaguer           | Vallfogona de Balaguer                                                                 | estació de ferrocarril       | Estil: arquitectura modernista               | 41° 45′ 21″ N, 0° 48′ 20″ E / 41.7557084°N,0.8055922°E                                                                                | bé integrant del patrimoni cultural català           |                                               | Modifica les dades a Wikidata |
|        | Safareig de Vallfogona de Balaguer          | Vallfogona de Balaguer                                                                 | safareig                     |                                              | 41° 45′ 06″ N, 0° 49′ 05″ E / 41.751731°N,0.818162°E ca:Carrer de Pau Casals, Vallfogona 231 msnm                                     | bé cultural d'interès local                          | Safareig de Vallfogona de Balaguer            | Modifica les dades a Wikidata |
|        | Segre                                       | Catalunya Pirineus Orientals                                                           | riu curs d'aigua riu aurífer | Desemboca: Ebre Llarg: 265km Conca: 22400km² | 42° 24′ 09″ N, 2° 06′ 30″ E / 42.4025°N,2.1084°E 41° 21′ 48″ N, 0° 18′ 16″ E / 41.3633°N,0.3044°E                                     |                                                      | Segre River                                   | Modifica les dades a Wikidata |
|        | canal auxiliar d'Urgell                     | Noguera Pla d'Urgell Segrià                                                            | canal de reg                 | Desemboca: canal d'Urgell                    | 41° 42′ 28″ N, 0° 55′ 39″ E / 41.707651°N,0.927486°E                                                                                  |                                                      |                                               | Modifica les dades a Wikidata |
|        | canal de Balaguer                           | Camarasa Balaguer Vallfogona de Balaguer Térmens Vilanova de la Barca Alcoletge Lleida | canal                        | Desemboca: Segre                             | 41° 50′ 05″ N, 0° 49′ 48″ E / 41.834585°N,0.8300419444444445°E 41° 37′ 18″ N, 0° 38′ 44″ E / 41.62159111111111°N,0.6455288888888888°E |                                                      | Canal de Balaguer                             | Modifica les dades a Wikidata |
|        | casa consistorial de Vallfogona de Balaguer | Vallfogona de Balaguer                                                                 | casa consistorial            |                                              | 41° 45′ 08″ N, 0° 48′ 56″ E / 41.7523062°N,0.8156656°E                                                                                |                                                      |                                               | Modifica les dades a Wikidata |
|        | creu de terme de la Ràpita                  | l'Hostal Nou i la Codosa                                                               | creu de terme                | Estil: arquitectura popular 16th century     | 41° 47′ 18″ N, 0° 49′ 20″ E / 41.788252°N,0.822094°E ca:Prat de la Riba / Carretera 234 msnm                                          | bé cultural d'interès nacional                       | Creu de terme de la Ràpita                    | Modifica les dades a Wikidata |
|        | illa del Segre                              | Vallfogona de Balaguer                                                                 | zona humida                  |                                              | 41° 45′ 50″ N, 0° 48′ 16″ E / 41.7638°N,0.804549°E                                                                                    |                                                      |                                               | Modifica les dades a Wikidata |